# Acacia qandalensis
Acacia qandalensis é uma espécie de leguminosa do gênero Acacia, pertencente à família Fabaceae.